# Lee Ki-hyung
Lee Ki-hyung (en coreano: 이기형; nacido el 28 de septiembre de 1974 en Hwasun, Jeolla del Sur) es un exfutbolista y actual entrenador surcoreano. Jugaba de defensa y su último club fue el Auckland City de Nueva Zelanda. Actualmente no dirige a ningún equipo tras ser segundo entrenador en Busan IPark de Corea del Sur.
Lee desarrolló su carrera entre clubes de Nueva Zelanda y su nación local, de los que se pueden destacar Suwon Samsung Bluewings, Seongnam Ilhwa Chunma y Auckland City. Además, fue internacional absoluto por la Selección de fútbol de Corea del Sur y disputó los Juegos Olímpicos de 1996, la Copa Asiática 1996 y las eliminatorias para la Copa Mundial de la FIFA 1998.

## Trayectoria

### Clubes como futbolista
| Club                    | País          | Año         |
| ----------------------- | ------------- | ----------- |
| Suwon Samsung Bluewings | Corea del Sur | 1996 - 2002 |
| Seongnam Ilhwa Chunma   | Corea del Sur | 2003 - 2004 |
| F.C. Seoul              | Corea del Sur | 2005 - 2006 |
| Auckland City           | Nueva Zelanda | 2007 - 2010 |

### Selección nacional como futbolista
| Selección | País          | Año         |
| --------- | ------------- | ----------- |
| Sub-17    | Corea del Sur | 1990        |
| Sub-20    | Corea del Sur | 1992 - 1993 |
| Sub-23    | Corea del Sur | 1993 - 1996 |
| Absoluta  | Corea del Sur | 1995 - 2003 |

### Clubes como entrenador
| Club                            | País          | Año         |
| ------------------------------- | ------------- | ----------- |
| F.C. Seoul (asistente)          | Corea del Sur | 2011        |
| F.C. Seoul Reserves (asistente) | Corea del Sur | 2011 - 2014 |
| Incheon United (asistente)      | Corea del Sur | 2015 - 2016 |
| Incheon United (interino)       | Corea del Sur | 2016        |
| Incheon United                  | Corea del Sur | 2017 - 2018 |
| Busan IPark (asistente)         | Corea del Sur | 2018 - 2020 |
| Busan IPark (interino)          | Corea del Sur | 2020        |
| Busan IPark (asistente)         | Corea del Sur | 2020 - 2021 |

## Estadísticas

### Como futbolista

#### Clubes
| Rendimiento de club | Rendimiento de club     | Rendimiento de club                   | Liga  | Liga  | Copa        | Copa        | Copa de la Liga | Copa de la Liga | Continental | Continental | Total | Total |
| Año                 | Club                    | Liga                                  | Part. | Goles | Part.       | Goles       | Part.           | Goles           | Part.       | Goles       | Part. | Goles |
| Corea del Sur       | Corea del Sur           | Corea del Sur                         | Liga  | Liga  | KFA Cup     | KFA Cup     | Copa de la Liga | Copa de la Liga | Asia        | Asia        | Total | Total |
| ------------------- | ----------------------- | ------------------------------------- | ----- | ----- | ----------- | ----------- | --------------- | --------------- | ----------- | ----------- | ----- | ----- |
| 1996                | Suwon Samsung Bluewings | K League 1                            | 16    | 3     | ?           | ?           | 6               | 0               | -           | -           |       |       |
| 1997                | Suwon Samsung Bluewings | K League 1                            | 6     | 1     | ?           | ?           | 9               | 0               | ?           | ?           |       |       |
| 1998                | Suwon Samsung Bluewings | K League 1                            | 14    | 1     | ?           | ?           | 10              | 3               | ?           | ?           |       |       |
| 1999                | Suwon Samsung Bluewings | K League 1                            | 24    | 2     | ?           | ?           | 12              | 1               | ?           | ?           |       |       |
| 2000                | Suwon Samsung Bluewings | K League 1                            | 3     | 0     | ?           | ?           | 0               | 0               | ?           | ?           |       |       |
| 2001                | Suwon Samsung Bluewings | K League 1                            | 27    | 1     | ?           | ?           | 0               | 0               | ?           | ?           |       |       |
| 2002                | Suwon Samsung Bluewings | K League 1                            | 20    | 4     | ?           | ?           | 9               | 2               | ?           | ?           |       |       |
| 2003                | Seongnam Ilhwa Chunma   | K League 1                            | 38    | 3     | 2           | 0           | -               | -               | ?           | ?           |       |       |
| 2004                | Seongnam Ilhwa Chunma   | K League 1                            | 16    | 2     | 1           | 0           | 11              | 0               | ?           | ?           |       |       |
| 2005                | FC Seoul                | K League 1                            | 9     | 0     | 2           | 0           | 7               | 0               | -           | -           | 18    | 0     |
| 2006                | FC Seoul                | K League 1                            | 8     | 0     | 2           | 0           | 9               | 0               | -           | -           | 19    | 0     |
| Nueva Zelanda       | Nueva Zelanda           | Nueva Zelanda                         | Liga  | Liga  | Chatham Cup | Chatham Cup | Copa de la Liga | Copa de la Liga | Oceanía     | Oceanía     | Total | Total |
| 2007-08             | Auckland City           | Campeonato de Fútbol de Nueva Zelanda | 22    | 5     |             |             |                 |                 |             |             |       |       |
| 2008-09             | Auckland City           | Campeonato de Fútbol de Nueva Zelanda | 17    | 0     |             |             |                 |                 |             |             |       |       |
| 2009-10             | Auckland City           | Campeonato de Fútbol de Nueva Zelanda | 14    | 4     |             |             |                 |                 |             |             |       |       |
| Total               | Corea del Sur           | Corea del Sur                         | 181   | 17    |             |             | 73              | 6               |             |             |       |       |
| Total               | Nueva Zelanda           | Nueva Zelanda                         | 53    | 9     |             |             |                 |                 |             |             |       |       |
| Total carrera       | Total carrera           | Total carrera                         | 234   | 26    |             |             |                 |                 |             |             |       |       |

#### Selección nacional
Fuente:
| Selección de Corea del Sur | Selección de Corea del Sur | Selección de Corea del Sur |
| Año                        | Part.                      | Goles                      |
| -------------------------- | -------------------------- | -------------------------- |
| 1995                       | 2                          | 2                          |
| 1996                       | 5                          | 1                          |
| 1997                       | 18                         | 0                          |
| 1998                       | 10                         | 0                          |
| 1999                       | 2                          | 0                          |
| 2000                       | 0                          | 0                          |
| 2001                       | 2                          | 0                          |
| 2002                       | 0                          | 0                          |
| 2003                       | 7                          | 3                          |
| Total                      | 46                         | 6                          |

##### Goles internacionales
| No | Fecha                    | Sede                   | Oponente | Gol     | Resultado   | Competición                                        |
| -- | ------------------------ | ---------------------- | -------- | ------- | ----------- | -------------------------------------------------- |
| 1. | 26 de febrero de 1995    | Hong Kong              | Japón    | 2 goles | 2-2 (5-3 p) | Copa Dinastía 1995                                 |
| 2. | 26 de febrero de 1995    | Hong Kong              | Japón    | 2 goles | 2-2 (5-3 p) | Copa Dinastía 1995                                 |
| 3. | 25 de septiembre de 1996 | Seúl, Corea del Sur    | China    | 1 gol   | 3-1         | Partido Anual Corea-China                          |
| 4. | 25 de septiembre de 2003 | Incheon, Corea del Sur | Vietnam  | 1 gol   | 5-0         | Eliminatorias para la Copa Asiática de la AFC 2004 |
| 5. | 24 de octubre de 2003    | Mascate, Omán          | Nepal    | 2 goles | 7-0         | Eliminatorias para la Copa Asiática de la AFC 2004 |
| 6. | 24 de octubre de 2003    | Mascate, Omán          | Nepal    | 2 goles | 7-0         | Eliminatorias para la Copa Asiática de la AFC 2004 |

##### Participaciones en fases finales
| Torneo                                     | Sede      | Resultado        | Partidos | Goles |
| ------------------------------------------ | --------- | ---------------- | -------- | ----- |
| Campeonato Mundial Juvenil de la FIFA 1993 | Australia | Primera fase     | 2        | 2     |
| Juegos Olímpicos de 1996                   | Atlanta   | Primera fase     | 3        | 1     |
| Copa Asiática 1996                         | EAU       | Cuartos de final | 2        | 0     |

## Palmarés

### Como futbolista

#### Títulos nacionales
| Título                                | Club                    | País          | Año   |
| ------------------------------------- | ----------------------- | ------------- | ----- |
| K League 1                            | Suwon Samsung Bluewings | Corea del Sur | 1998  |
| Supercopa de Corea                    | Suwon Samsung Bluewings | Corea del Sur | 1999  |
| Copa de la Liga de Corea              | Suwon Samsung Bluewings | Corea del Sur | 1999  |
| K League 1                            | Suwon Samsung Bluewings | Corea del Sur | 1999  |
| Copa de la Liga de Corea              | Suwon Samsung Bluewings | Corea del Sur | 1999s |
| Supercopa de Corea                    | Suwon Samsung Bluewings | Corea del Sur | 2000  |
| Copa de la Liga de Corea              | Suwon Samsung Bluewings | Corea del Sur | 2000  |
| Copa de la Liga de Corea              | Suwon Samsung Bluewings | Corea del Sur | 2001  |
| Korean FA Cup                         | Suwon Samsung Bluewings | Corea del Sur | 2002  |
| K League 1                            | Seongnam Ilhwa Chunma   | Corea del Sur | 2003  |
| Copa de la Liga de Corea              | Seongnam Ilhwa Chunma   | Corea del Sur | 2004  |
| Copa de la Liga de Corea              | F.C. Seoul              | Corea del Sur | 2006  |
| Campeonato de Fútbol de Nueva Zelanda | Auckland City           | Nueva Zelanda | 2007  |
| Campeonato de Fútbol de Nueva Zelanda | Auckland City           | Nueva Zelanda | 2009  |

#### Títulos internacionales
| Título                        | Club (*)                | Sede     | Año  |
| ----------------------------- | ----------------------- | -------- | ---- |
| Campeonato Asiático de Clubes | Suwon Samsung Bluewings | Suwon    | 2001 |
| Supercopa de la AFC           | Suwon Samsung Bluewings | Yeda     | 2001 |
| Campeonato Asiático de Clubes | Suwon Samsung Bluewings | Teherán  | 2002 |
| Supercopa de la AFC           | Suwon Samsung Bluewings | Riad     | 2002 |
| Copa de Campeones A3          | Seongnam Ilhwa Chunma   | Shanghái | 2004 |
| Liga de Campeones de la OFC   | Auckland City           | Auckland | 2009 |

(*) Incluyendo la Selección